# Centro de la ESA para la Observación de la Tierra
El Centro de la ESA para la Observación de la Tierra o ESRIN (en inglés: ESA Centre for Earth Observation) es un centro especializado de la Agencia Espacial Europea (ESA). Situado en Frascati, a unos 20 km  al sur de Roma, Italia, ESRIN se estableció en 1966 y comenzó a adquirir datos de los satélites ambientales en la década de 1970.
ESRIN es un centro clave en lo relativo a los datos de observación de la Tierra, los cuales han ido aumentando en importancia a medida que más y más agencias internacionales y nacionales reconocen los muchos usos que se les pueden dar. Los satélites de observación de la Tierra mantienen una vigilancia constante sobre nuestro planeta y los datos que proporcionan ayudan a salvaguardarlo, pero son necesarios complejos centros para el control y la operación de dichos satélites así como para la obtención y procesado de sus datos.

## Actividades
Desde 2004, ESRIN es la sede para las actividades de observación de la Tierra de la ESA, pero en el centro también se llevan a cabo otras actividades:
- Programa Vega: gestión del programa de lanzador europeo de pequeña escala[2]
- Sistemas de información: diseño, desarrollo, suministro y mantenimiento de los sistemas de información y del software utilizado por la ESA
- Laboratorio de telecomunicaciones: proporcionar a la industria y a las instituciones europeas un fácil acceso a la infraestructura de telecomunicaciones espacial
- Centro europeo para los registros espaciales: evaluación y preservación de los valiosos registros técnicos de proyectos de la ESA completados
- Portal web de la ESA: mantener al público informado acerca de las muchas actividades de la ESA
- Teatro de Realidad Virtual: presentaciones visuales de complejas observaciones de la Tierra y datos geográficos, tanto para especialistas como para estudiantes

## Funcionamiento
ESRIN actúa como interfaz entre la ESA y quienes utilizan sus servicios. El centro tiene una estrecha relación con la industria europea, la Unión Europea y los ministerios de los Estados miembros de la ESA encargados de protección civil, agricultura y medio ambiente.
ESRIN también coopera con organizaciones internacionales, incluyendo agencias de la ONU y la Comisión Europea, y juega un papel importante en muchos proyectos internacionales. Estos incluyen Geosphere/Biosphere Programme, Committee for Earth Observation Systems, así como International Charter on Space and Major Disasters. 
En todas sus actividades ESRIN persigue el objetivo de la ESA de aumentar la interacción con los usuarios con el fin de desarrollar nuevos productos y servicios, y apoyar la competitividad de la industria espacial europea. ESRIN ayuda a lograr una mezcla fértil entre los mundos de la ciencia y de las aplicaciones espaciales para el beneficio de los europeos.